# Modo de recuperação do Android
O modo de recuperação do Android é um modo do Android usado para instalar atualizações e limpar dados. Consiste em um Kernel Linux com ramdisk em uma partição separada do sistema Android principal.
O modo de recuperação pode ser útil quando um telemóvel está preso em um bootloop ou quando foi infectado por malware.

## Habilitação
A maneira de entrar na recuperação é diferente para cada fornecedor.
Exemplos:
- Nexus 7: Volume Alto + Volume Baixo + Ligar
- Samsung Galaxy S III: Volume Alto + Inicial + Ligar
- Motorola Droid X: Incial + Ligar
- Samsung Galaxy A10s: Volume Alto + Ligar

## Recursos
Os recursos do modo de recuperação geralmente incluem:
- Aplicando atualizações usando o Android Debug Bridge
- Aplicando atualizações do cartão SD
- Redefinição de fábrica
- Partições de montagem
- Executar teste do sistema

## Recuperação personalizada
A recuperação pré-instalada no Android pode ser substituída por outro software, como TWRP ou ClockWorkMod. Pode incluir recursos como:
- Funcionalidade completa de backup e restauração
- Aplicando pacotes de atualização não assinados
- Acesso de armazenamento em massa USB a cartões SD
- Acesso ADB completo, com ADB rodando como root